# 蔣坎
蔣坎（1507年—1570年），字養孚，號澄江，浙江紹興府餘姚縣人，軍籍，明朝政治人物。

## 生平
嘉靖十六年（1537年）丁酉科浙江鄉試第八十二名，嘉靖十七年（1538年）戊戌科進士。授兵部武庫司主事，累陞郎中，丁內艱，改除職方司，轉員外郎，尋晉車駕司郎中，出任江西瑞州府知府，遭外艱，起補臨江府知府，俱有政聲。致仕卒，年六十四。

## 家族
曾祖蔣寧；祖父蔣㶏；父蔣栻，母劉氏。具慶下。